# Tsu
Tsu (津市 Tsu-shi?) är residensstad i Mie prefektur, Japan. Den bildades 1 januari 2006 genom en sammanslagning av 10 tidigare städer, köpingar och byar inklusive den tidigare mindre staden Tsu och har en yta på 710,81 km²

## Utbildning
Mie Universitet är ett statligt universitet beläget i Tsu som har ca 7500 studenter (2002).

## Kommunikationer
Närmaste internationella flygplats sedan 2005 är Chūbu Centrairs internationella flygplats (Centrair) i Tokoname som snabbast nås med båt.
JR Tokai och Kintetsu har järnvägstrafik till Tsu. Snabbaste anslutningarna tar 50 minuter till Nagoya och 90 minuter till Osaka.

## Externa länkar

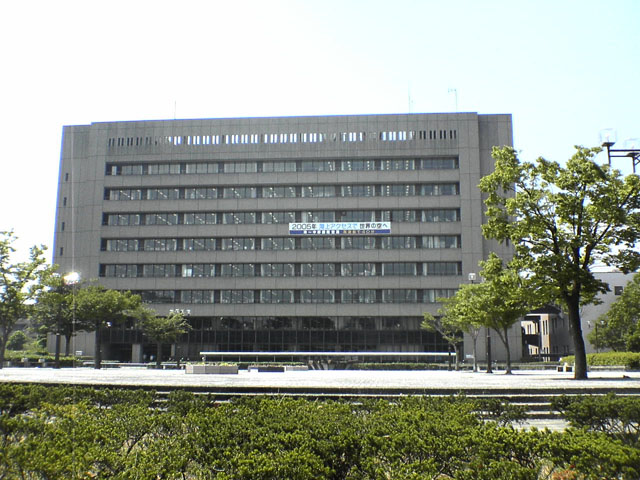
Stadshuset i Tsu